# Лавров, Леонид Иванович
Леони́д Ива́нович Лавро́в (4 мая [21 апреля] 1909; Медведовская, Кубанская область, Российская империя — 7 апреля 1982; Ленинград, СССР) — советский этнограф-кавказовед, переводчик, доктор исторических наук.

## Биография
Окончил Краснодарскую школу II ступени в 1926 году.
Поступил в Кубанский педагогический институт, но в 1927 году уехал в Ленинград, где в следующем 1928 году поступил на этнографическое отделение Ленинградского университета. В студенческие годы продолжал изучать историю и этнографию горских народов Северного Кавказа, собирал историко-этнографический материал в Адыгее, где занимался доисламскими верованиями шапсугов.
Закончив Ленинградский университет, в 1936 году был зачислен в штат Института этнографии АН СССР младшим научным сотрудником Кавказского кабинета, который в то время возглавлял профессор А. Н. Генко.
В 1941 году ушёл добровольцем на фронт, участвовал в боях на Ленинградском фронте в качестве командира взвода и роты. Позднее был направлен на преподавательскую работу в военные училища, где преподавал военную топографию и военную историю.
В сентябре 1946 года был демобилизован и вернулся в Институт этнографии.
В 1946 году защитил диссертацию «Развитие земледелия на Северо-Западном Кавказе с древнейших времён до середины XVIII в.» на соискание учёной степени кандидата исторических наук.
Занимался изучением хозяйственной жизни народов Северо-Западного Кавказа, историей внешних контактов народов Северного Кавказа, историей верований и религий народов Северного Кавказа.
С середины 1950-х годов и до конца жизни занимался исследованиями в области истории, этнографии, языкознания, искусства народов Дагестана. Неоднократно посещал Дагестан, посетил и описал многие кумыкские аулы. Так же Лавров посетил лакские села и оставил подробное описание селения Кули.
Одним из основных направлений научной деятельности учёного стало выявление и исследование эпиграфических памятников (надписей на камнях, керамических изделиях, тканях и бытовых предметах из металла и дерева, стенах домов, башен, мечетей, минаретов, мавзолеев, на могильных памятниках) как источников по истории народов Кавказа. Постепенно изучение эпиграфических памятников превратилось в одно из главных направлений его научной работы. В 1967 году Лавров защитил докторскую диссертацию «Эпиграфические памятники Северного Кавказа X—XIX вв. как историко-этнографический источник». Учёный приступил к составлению и публикации свода эпиграфических памятников Северного Кавказа на арабском, персидском и турецком языках. Всего было опубликовано три части: «Эпиграфические памятники Северного Кавказа. Надписи X—XVII вв.» (М., 1966); «Надписи XVIII—XX вв.» (М., 1968); «Надписи Х-XX в. Новые находки» (М., 1980).
Ряд работ Лаврова посвящены вопросу об этногенезе дагестанских народов, локализации раннесредневековых политических образований Дагестана, определению границ союзов сельских общин, характеристике их социально-политического развития. Перу учёного принадлежат фундаментальные работы «Кавказская Тюмень», «Тарки до XVIII в.» (Махачкала, 1958), «Историко-этнографические очерки Кавказа» (Л. 1978), «Этнография Кавказа» и др.
В течение ряда лет Л. И. Лавров возглавлял кавказоведческую работу в Москве и Ленинграде, принимал активное участие в научной жизни кавказоведческих учреждений на местах, оказывал содействие в издании коллективных трудов, монографий и сборников. Он был членом редакционных коллегий I и II томов «Народы Кавказа», «История Кабардино-Балкарии», «Карачаевцы», первого тома «История народов Северного Кавказа» и др.

## Основные работы
- Абазины. Историко-этнографический очерк // Кавказский этнографический сборник. М., 1955. Вып. 1;
- Лакцы // Народы Дагестана. М., 1955;
- Лезгины // Народы Дагестана. М., 1955;
- Тарки до XVIII в. Махачкала, 1958;
- Рутульцы в прошлом и настоящем //Кавказский этнографический сборник. М., 1962. Вып. 3;
- Эпиграфические памятники Северного Кавказа на арабском, персидском и турецком языках. М., 1966—1980. Ч. 1-3 (пер., коммент.);
- Историко-этнографические очерки Кавказа. Л., 1978;
- Этнография Кавказа (по полевым материалам 1924—1978 гг.). Л.,1982.

## Награды
Лавров был награждён орденом Красной Звезды, медалями «За оборону Ленинграда», «За победу над Германией в Великой Отечественной войне», «За трудовую доблесть», многими почётными грамотами, в том числе Президиума АН СССР, Дагестанской АССР, Кабардино-Балкарской АССР, Карачаево-Черкесской АО.